# Ардзинба, Григорий Шагович
Григо́рий Шагович А́рдзинба (1919 — 21 декабря 1982) — советский хозяйственный, государственный и политический деятель, председатель колхоза имени Берия Гудаутского района Абхазской АССР, Грузинская ССР. Герой Социалистического Труда (1949).

## Биография
Родился в 1919 году в селении Дурипш Сухумского округа Грузинской демократической республики (ныне — Гудаутский район Абхазии) в семье крестьянина. Абхаз. Член ВКП(б).
После окончания в 1936 году Дурипшской 7-летней школы и в 1939 году — Сухумского педагогического училища работал школьным учителем в селе Звандрипш Гудаутского района Абхазской АССР.
После прохождения военной службы в Красной армии с 1940 по 1941 год вернулся на родину и продолжил работать в сфере народного образования, с 1942 года — директором начальной школы в селе Хуап, с 1944 года — директором Отхарской школы.
В 1944 году вступил в ВКП(б)/КПСС.
В 1946 году возглавил колхоз имени Берия в родном селе Дурипш, который вывел за три года в число передовых хозяйств Абхазии. Колхоз под его руководством ежегодно перевыполнял планы урожайности кукурузы и сортового чайного листа. Ежедневно в колхозе собирали по 2 тонны чайного листа, самый высокий урожай чая был получен звеном Марии Ардзинба — по 8 тонн чайного листа с каждых 2 гектаров, а кукурузы — звеном Темура Тарба — по 112,6 центнера с гектара на 3 гектарах.
По итогам работы в 1947 году за получение высоких урожаев кукурузы председатель колхоза Г. Ш. Ардзинба награждён орденом Ленина, а четверо передовых кукурузовода — все по фамилии Тарба — стали Героями Социалистического Труда.
В 1948 году колхозом получен урожай кукурузы 92,3 центнера с гектара на площади 60 гектаров.
Указом Президиума Верховного Совета СССР от 3 мая 1949 года за получение высоких урожаев кукурузы и табака в 1948 году Ардзинбе Григорию Шаговичу присвоено звание Героя Социалистического Труда с вручением ордена Ленина и золотой медали «Серп и Молот».
Этим же указом высокого звания был удостоен и передовой бригадир кукурузоводов Тания, Касей Кясович.
Помимо кукурузы и чая, в колхозе было широко развито животноводство, пчеловодство и виноградарство. Основной культурой колхоза оставался зелёный чай, много десятков тонн которого ежегодно сдавалось сверх плана, тем самым покрывалось отставание соседних колхозов в сёлах Отхари и Лыхни (Лихни) Отхарского сельсовета. Доход колхоза имени Берия (в 1953 году переименованного в «Дурипш») за 1949 год составил 3,7 миллиона рублей, основная сумма его была получена от сдачи государству зелёного чайного листа. На каждый трудодень колхозник получил по 20 рублей и по 8,6 килограмма зерна.
В 1956 году избран председателем отстающего колхоза в селе Отхара, а в 1958 году — колхоза имени XIX партсъезда в селе Лыхны, переименованного в 1960 году в колхоз «Лыхны».
В 1964 году возглавил Гудаутскую чайную фабрику, с 1974 года работал директором Гудаутской базы хлебопродуктов, с 1975 года и до своей кончины — директором Гудаутского хлебоприёмного предприятия.
Избирался депутатом Верховного Совета СССР 3-го и 4-го созывов (1950—1958), Верховного Совета Абхазской АССР и Дурипшского сельского Совета депутатов трудящихся.
Проживал в родном селе Дурипш, скончался 21 декабря 1982 года.

## Награды
- Золотая медаль «Серп и Молот» (03.05.1949)
- орден Ленина (21.02.1948)
- орден Ленина (03.05.1949)
- Медаль «За трудовую доблесть»
- Медаль «В ознаменование 100-летия со дня рождения Владимира Ильича Ленина»
- Медаль «За доблестный труд в Великой Отечественной войне 1941—1945 гг.»
- Медаль «Ветеран труда»
- медали Выставки достижений народного хозяйства (ВДНХ)
- и другими